# Gabinete do Chefe do Executivo de Macau
O Gabinete do Chefe do Executivo (em chinês;行政長官辦公室) constitui a estrutura de apoio directo, bem como técnico e instrumental, ao exercício das funções do Chefe do Executivo. O Gabinete do Chefe do Executivo compreende o chefe do Gabinete, os adjuntos, os assesores, os técnicos agregados, os secretários pessoais e os intérpretes-tradutores.

## Local de funcionamento
Depois de Edmund Ho Hau-wah ser eleito como o primeiro Chefe do Executivo da Região Administrativa Especial de Macau, em Maio de 1999, iniciou logo os vários trabalhos preparativos sobre o estabelecimento do Governo da Região Administrativa Especial de Macau, incluindo a selecção dos titulares dos principais cargos, a constituição de órgãos judiciais. Além disso, uma parte do pessoal foi requisito do sistema do Governo de Macau para prestar apoios. O Edíficio do Banco Tai Fung, localizado na Zona dos Novos Aterros do Porto Exterior, foi escolhido como o local de funcionamento temporário para Edmund Ho Hau-wah, após a eleição do Chefe do Executivo.
Após o estabelecimento da Região Administrativa Especial de Macau, o antigo Palácio do Governador de Macau procedeu a uma grande reparação. A reparação foi concluída em 2001, o Gabinete do Chefe do Executivo deslocou-se do Edifício do Banco Tai Fung para o antigo Palácio do Governo de Macau, e o mesmo ficou para a Sede do Governo da Região Administrativa Especial de Macau.

## Legislação Orgânica
- Regulamento Administrativo n.º 14/1999[1]
  - Aprova o Estatuto do Gabinete do Chefe do Executivo e dos Secretários

## Lista dos Chefes do Gabinete
- Ho Veng On (20 de Dezembro de 1999 a 19 de Dezembro de 2009)
- Tam Chon Weng (20 de Dezembro de 2009 a 19 de Dezembro de 2014)
- O Lam ( 20 de Dezembro de 2014 a 19 de Dezembro de 2019)
- Hoi Lai Fong ( 20 de Dezembro de 2019 até ao presente)[2]